# Innocent Until Caught
Innocent Until Caught est un jeu vidéo d'aventure développé par Divide By Zero et édité par Psygnosis en 1993 sur DOS. Il a été adapté sur Amiga en 1994 et a connu une suite, Guilty, en 1995. Sa sortie a rapporté plusieurs[Combien ?] millions de dollars.

## Synopsis
Le protagoniste doit trouver une solution pour payer ses dettes.

## Accueil
- Tilt : 80 %  (PC)[1]